# Lionel Mathis
Pour les articles homonymes, voir Mathis.
Lionel Mathis, né le 4 octobre 1981 à Montreuil, est un footballeur français qui évoluait au poste de milieu de terrain. Il est actuellement entraîneur du Stade auxerrois.

## Biographie

### Carrière de joueur

#### Débuts et premiers trophées à Auxerre (1995-2007)
À quatorze ans, en provenance de Claye-Souilly, il entre au centre de préformation de l'INF Clairefontaine, où il passe trois années avant de rejoindre l'AJ Auxerre de Guy Roux. C'est Daniel Rolland qui lui donne sa chance le 13 janvier 2001 lors du match Nantes-Auxerre.
Sélectionné pour participer à l'Euro des moins de 18 ans en 2000, il est le meneur de jeu de l'équipe. Seul buteur lors du second match déjà décisif contre l'équipe de République tchèque, il double la mise lors du match suivant face à la Russie sur une passe en profondeur.
Il marque son premier but à l'occasion du match Troyes-Auxerre le 16 février 2002 (1-2). Dès lors, il ne fait que progresser, améliorant ses performances et son temps de jeu : 6 matchs en 2001, 25 l'année qui suit, 31 en 2003 et 25 en 2004 font de lui une valeur sûre de l'équipe auxerroise qui connaît alors sa « génération dorée » avec entre autres Djibril Cissé, Philippe Mexès et Jean-Alain Boumsong. Il est élu meilleur espoir en 2003. Lors de la saison 2006-2007, il devient un cadre essentiel de son équipe, grâce à Jean Fernandez qui compte énormément sur lui, mais surtout car il a trouvé son vrai poste sur le terrain, c’est-à-dire milieu offensif centre.

#### Bref passage à Sochaux (2007-2009)
Arrivé en fin de contrat en juin 2007 il signe un contrat de quatre ans au FC Sochaux-Montbéliard qui, fort de sa victoire en Coupe de France 2007, participe à la Coupe de l'UEFA. Rarement titulaire sous les ordres de Frédéric Hantz, il retrouve un peu plus de temps de jeu depuis l'arrivée de Francis Gillot.

#### Pilier de l'En avant de Guingamp (2009-2016)
En août 2008, il prend le chemin de la Bretagne en étant prêté à l'En Avant de Guingamp où il remporte la Coupe de France. 
Après un retour dans le Doubs pour la préparation de la prochaine saison, il constate qu'il n'entre pas dans les plans de l'entraineur et signe avec l'EA Guingamp pour 3 ans. Le 27 mai 2011, au terme d'une saison en National, Lionel retrouve la L2 après une victoire face à Rouen 3-1 aux dépens de Strasbourg qui finira 4e de cette division alors que Guingamp finira 3e. Le 17 mai 2013, il retrouve la L1, 5 ans après l'avoir quittée, grâce à une victoire, au Stade Jean-Laville de Gueugnon sur terrain neutre,  face au Gazélec Ajaccio 1-0 lors de la 37e journée de championnat. Guingamp finira alors 2e au classement final derrière Monaco et devant Nantes.
Le 3 mai 2014, il remporte la Coupe de France pour la 4e fois de sa carrière, la 2e avec l'En Avant de Guingamp. Le 14 mai 2016, il dispute son dernier match sous le maillot de Guingamp contre Nice pour une défaite 2-3 au Stade du Roudourou, à l'âge de 34 ans.

#### Retour à Auxerre (2016-2017)
Le 27 juin 2016, il signe son retour à l'AJ Auxerre afin d'y apporter son expérience.
Le 19 mai 2017, à la suite du match AJ Auxerre-Red Star, comptant pour la 38e et dernière journée de Ligue 2. Lionel Mathis annonce sa retraite de joueur professionnel et son intégration dans le staff du centre de formation auxerrois.

### Carrière d'entraineur

#### AJ Auxerre (2017-2018)
Le 7 juin 2017, il est nommé adjoint de David Carré qui sera responsable d'un groupe « post-formation » et du management de l'équipe réserve de l'AJ Auxerre.
Le 9 décembre 2017, il est nommé adjoint de David Carré aux commandes de l'équipe première de l'AJ Auxerre par intérim à la suite du départ de Francis Gillot.
Le 21 décembre 2017, à la suite de la nomination de Pablo Correa comme entraîneur de l'équipe première de l'AJ Auxerre, il reprend son poste d’entraîneur adjoint de l'équipe réserve de l'AJ Auxerre.

#### Stade Auxerrois (depuis 2018)
Le 1er mai 2018, il annonce rejoindre le Stade auxerrois, club évoluant en Régional 2, en tant qu’entraîneur principal à partir de la saison 2018-2019. Pour sa première saison à la tête de l'équipe première, il obtient la promotion en Régional 1. Après plusieurs années en Régional 1, le club est relégué en Régional 2 à la fin de la saison 2023-2024.

## Statistiques
| Saison                | Club                  | Championnat           | Championnat | Championnat | Coupe nationale | Coupe nationale | Coupe de la Ligue | Coupe de la Ligue | Supercoupe | Supercoupe | Compétition(s) continentale(s) | Compétition(s) continentale(s) | Compétition(s) continentale(s) | Total | Total |
| Saison                | Club                  | Division              | M.          | B.          | M.              | B.              | M.                | B.                | M.         | B.         | Comp.                          | M.                             | B.                             | M.    | B.    |
| 2000-2001             | AJ Auxerre            | D1                    | 6           | 0           | 3               | 0               | 1                 | 0                 | -          | -          | -                              | -                              | -                              | 10    | 0     |
| 2001-2002             | AJ Auxerre            | D1                    | 25          | 2           | 1               | 0               | 1                 | 0                 | -          | -          | -                              | -                              | -                              | 27    | 2     |
| 2002-2003             | AJ Auxerre            | L1                    | 31          | 0           | 5               | 2               | 1                 | 0                 | -          | -          | C1+C3                          | 4+2                            | 0+0                            | 43    | 2     |
| 2003-2004             | AJ Auxerre            | L1                    | 25          | 3           | 2               | 0               | 2                 | 0                 | 1          | 0          | C3                             | 2                              | 0                              | 32    | 3     |
| 2004-2005             | AJ Auxerre            | L1                    | 30          | 3           | 6               | 0               | 1                 | 0                 | -          | -          | C3                             | 10                             | 1                              | 47    | 4     |
| 2005-2006             | AJ Auxerre            | L1                    | 23          | 2           | 1               | 0               | 1                 | 0                 | 1          | 1          | C3                             | -                              | -                              | 26    | 3     |
| 2006-2007             | AJ Auxerre            | L1                    | 20          | 3           | -               | -               | 1                 | 0                 | -          | -          | CI+C3                          | 2+4                            | 1+1                            | 27    | 5     |
| Sous-total            | Sous-total            | Sous-total            | 160         | 13          | 18              | 2               | 8                 | 0                 | 2          | 1          | -                              | 24                             | 3                              | 212   | 19    |
| 2007-2008             | FC Sochaux            | L1                    | 16          | 0           | 3               | 0               | 1                 | 0                 | -          | -          | -                              | -                              | -                              | 20    | 0     |
| Sous-total            | Sous-total            | Sous-total            | 16          | 0           | 3               | 0               | 1                 | 0                 | -          | -          | -                              | -                              | -                              | 20    | 0     |
| 2008-2009             | EA Guingamp (prêt)    | L2                    | 33          | 1           | 6               | 0               | 3                 | 1                 | -          | -          | -                              | -                              | -                              | 42    | 2     |
| 2009-2010             | EA Guingamp           | L2                    | 21          | 3           | -               | -               | -                 | -                 | -          | -          | C3                             | 2                              | 1                              | 23    | 4     |
| 2010-2011             | EA Guingamp           | Nat.                  | 36          | 3           | 1               | 0               | 4                 | 0                 | -          | -          | -                              | -                              | -                              | 41    | 3     |
| 2011-2012             | EA Guingamp           | L2                    | 36          | 2           | 2               | 0               | 1                 | 0                 | -          | -          | -                              | -                              | -                              | 39    | 2     |
| 2012-2013             | EA Guingamp           | L2                    | 35          | 0           | 2               | 0               | 1                 | 0                 | -          | -          | -                              | -                              | -                              | 38    | 0     |
| 2013-2014             | EA Guingamp           | L1                    | 31          | 0           | 4               | 0               | 1                 | 0                 | -          | -          | -                              | -                              | -                              | 36    | 0     |
| 2014-2015             | EA Guingamp           | L1                    | 31          | 0           | 3               | 0               | 1                 | 0                 | 1          | 0          | C3                             | 8                              | 0                              | 44    | 0     |
| 2015-2016             | EA Guingamp           | L1                    | 20          | 0           | 2               | 0               | 0                 | 0                 | -          | -          | -                              | -                              | -                              | 22    | 0     |
| Sous-total            | Sous-total            | Sous-total            | 243         | 9           | 20              | 0               | 11                | 1                 | 1          | 0          | -                              | 10                             | 1                              | 285   | 11    |
| 2016-2017             | AJ Auxerre            | L2                    | 26          | 2           | 3               | 0               | 2                 | 0                 | -          | -          | -                              | -                              | -                              | 31    | 2     |
| Sous-total            | Sous-total            | Sous-total            | 26          | 2           | 3               | 0               | 2                 | 0                 | 0          | 0          | -                              | 0                              | 0                              | 31    | 2     |
| Total sur la carrière | Total sur la carrière | Total sur la carrière | 445         | 24          | 44              | 2               | 22                | 1                 | 3          | 1          | -                              | 34                             | 4                              | 548   | 32    |

## Palmarès

### En club
AJ Auxerre
- Vainqueur de la Coupe Gambardella en 1999
- Vainqueur de la Coupe de France en 2003 et en 2005
- Finaliste du Trophée des Champions en 2003 et en 2005

 EA Guingamp
- Vainqueur de la Coupe de France en 2009 et en 2014
- Finaliste du Trophée des Champions en 2014

### En sélection
Équipe de France des moins de 19 ans
- Champion d'Europe des moins de 19 ans en 2000

 Équipe de France espoirs
- Finaliste du Championnat d'Europe Espoirs en 2002

## Distinctions individuelles
- Élu meilleur espoir de Ligue 1 en 2003
- Élu dans l'équipe type du National en 2011[12]